# Premiere (Film)
Premiere ist ein österreichischer Revuefilm mit Krimielementen unter der Regie von Géza von Bolváry, der im Februar 1937 seine Uraufführung erlebte. Es war Zarah Leanders erster deutschsprachiger Film. Karl Martell, Attila Hörbiger und Theo Lingen waren ihre Partner.

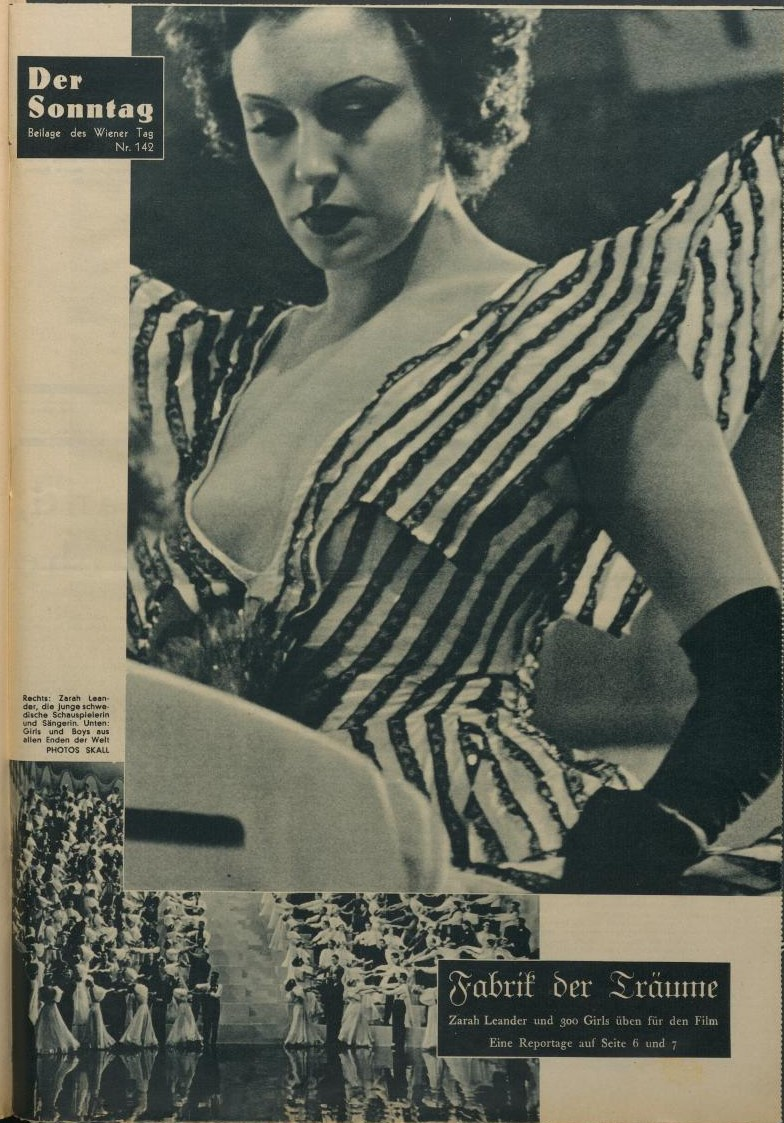
Bildbericht von den Proben im Wiener Tag (6. Dezember 1936)

## Handlung
Polizeikommissar Dr. Helder besucht zusammen mit seiner Mutter die Premierenvorstellung einer neuen Revue. Im Foyer des Theaters herrscht gespannte Erwartung. Als Helder von einer Bardame aus dem Moulin Rouge begrüßt wird, ist seine Mutter pikiert. Der Kommissar stellt ihr einige Theaterleute vor, wie zum Beispiel den Theaterarzt Dr. Seebauer. Dann steuert er auf den gerade aus dem Gefängnis entlassenen Lucky zu und warnt ihn, seine Finger im Zaum zu halten.
Hinter der Bühne finden die letzten Vorbereitungen vor der Premiere statt. Die Tänzerinnen unterhalten sich darüber, dass der ehemalige Star Lydia Loo in der neuen Revue keine Rolle bekommen habe. Zur selben Zeit macht Lydia gegenüber Theaterdirektor Frank deutlich, dass sie es nicht einfach so hinnehmen werde, abserviert worden zu sein. Der Direktor beteuert ihr, dass er nichts dafür könne und sie sehr schätze. Lydia meint, sie wisse sehr wohl, dass der Finanzier Rainold sie weg haben wolle und Frank solle nicht so tun, als ob er nicht wisse, dass es ein Skandal sei, dass man sie einfach wegen eines neuen Stars, der dem Finanzier Rainold besser gefalle als sie, hinauswerfe. Er wisse doch genau, dass sie von Carmen Daviot spreche, ihr Name prange doch groß genug auf allen Plakaten. Jahrelang hätte Rainold ihr seine Liebe vorgeheuchelt und sie sei treu zu ihm gestanden und nun lasse er sie einfach so fallen. In diesem Moment betritt Rainold das Zimmer. Lydia meint, dass sie gekommen sei, um die Premiere mitzuerleben und fügt hinzu, dass sie heute Abend hier die Hauptrolle spielen werde, darauf könnten die Herren sich verlassen. Im Gehen begriffen, richtet die zutiefst enttäuschte Frau eine Waffe auf Rainold. Schauspieler Fred Nissen tritt dazwischen und nimmt sie ihr weg. Als Rainold meint, das sei eine widerwärtige Komödie, entgegnet Nissen, darüber, was an der ganzen Angelegenheit widerwärtig sei, gingen ihre Meinungen total auseinander und legt schützend den Arm um Lydia.
Im Vorzimmer bricht Lydia Loo weinend zusammen und wird von einem Theaterangestellten in eine leere Garderobe geleitet. Nissen meint gegenüber Franks Sekretärin Polly, er sei nur wegen Lydia dazwischengegangen, um Rainold wäre es nicht schade gewesen, der sterbe sowieso nicht im Bett, das könne sie ihm glauben. Rainold fordert inzwischen von Direktor Frank, dass er die Rolle von Nissen sofort nach der Premiere umbesetzen müsse, er habe diesen Schmierenkomödianten nie ausstehen können. Frank meint, Nissen sei die beste Besetzung für die Rolle, das wisse er doch genau. Rainold bleibt stur und droht, den Kredit, den er dem Theater gewährt habe, zu kündigen, wenn Frank seinen Wünschen nicht nachkomme. Frank meint, wenn Rainold sein Geld zurückziehe, sei er ruiniert, was dieser nur mit einem höhnischen Hüsteln quittiert.
Die Musik setzt ein und die Revue beginnt. Hinter der Bühne erwarten die Stars Carmen Daviot und Fred Nissen zusammen ihren Auftritt und reden von früher und davon, wie sehr sie sich einmal geliebt haben. Nissen meint, es sei so schön, dass sie jetzt wieder beisammen seien. Carmen will allerdings, dass sie nur noch „gute Kollegen“ seien. Daraufhin will Nissen wissen, ob sie die Geliebte von Rainold sei, wie man im Theater munkele. Rainold betritt die Garderobe, und es kommt erneut zum Streit zwischen den Männern.
Als Carmen Daviot ihren ersten großen Auftritt mit dem Lied Ich hab vielleicht noch nie geliebt ...! hat, schaut ihr Rainold aus seiner Ehrenloge aufmerksam zu. Während einer Revolverkanonade wird mit präparierten Pistolen von den Tänzern geschossen, dabei wird auch das Licht kurzzeitig ganz heruntergefahren. Polly macht Direktor Frank darauf aufmerksam, dass Rainold noch nicht einmal applaudiere, woraufhin der Direktor beunruhigt zur Loge des Finanziers eilt. Der herbeigerufene Theaterarzt bittet Direktor Frank, sofort den diensthabenden Polizeikommissar zu verständigen, Rainold sei tot. Der im Publikum sitzende Dr. Helder wird geholt. Er stellt fest, dass der Schuss auf Rainold von der Bühne aus abgefeuert worden ist. Niemand vom Personal dürfe das Theater verlassen.
Wie ein Lauffeuer verbreitet sich die Nachricht im Theater, dass der Finanzier erschossen worden sei. Dr. Helder hat inzwischen Verstärkung angefordert und postiert seine Leute entsprechend im Theater. Auch der Oberpolizeirat ist zugegen und betraut Dr. Helder offiziell mit dem Fall. Er ist der Meinung, man solle die Vorstellung auf jeden Fall weiterlaufen lassen, um Hektik außerhalb des Bühnenraumes zu vermeiden und auch aus wirtschaftlichen Gründen. Die Mordwaffe war eine Pistole der Marke Browning Kaliber 6,35. Da Lydia Loo den Finanzier mit einer Schusswaffe bedroht hatte, will Dr. Helder sie als erstes vernehmen. Von Frank erfährt er, dass die Pistole inzwischen im Besitz von Nissen sei. Daraufhin will Helder Nissen sehen. Da Nissen noch auf der Bühne ist, will Helder erst einmal mit dem Inspizienten Dornbusch sprechen. Dornbusch sagt aus, dass er Nissen zusammen mit Carmen Daviot und Rainold in Daviots Garderobe gesehen habe, dabei habe Nissen eine Pistole in der Hand gehalten. Von einem Streit mit einer dritten Person wisse er nichts.
Hinter der Bühne fragt Carmen Fred Nissen, warum er das getan habe, Rainold habe ihr doch nie etwas bedeutet. Nur das ist es, was Nissen interessiert, wobei er glücklich zur Kenntnis nimmt, dass Carmen sich um ihn sorgt. Inzwischen sagt Polly aus, was Nissen zu ihr gesagt hatte, entschuldigt sich aber gleichzeitig bei ihm und meint zu Helder, sie sei sich ganz sicher, dass Nissen nicht der Täter sei. Nissen gibt an, dass er die fragliche Pistole vor seinem Auftritt auf seinen Schminktisch in seiner Garderobe gelegt habe. Nach seinem Auftritt habe die Pistole dort nicht mehr gelegen. Nissen muss zu einem weiteren Auftritt, und Lydia Loo, die das Theater heimlich verlassen wollte, wird hereingeführt. Sie habe sich während der bisherigen Vorstellung in ihrer früheren Garderobe aufgehalten, was der Requisiteur Lohrmann bestätigen könne. Lohrmann bestätigt das auch und verweist darauf, dass auch Direktor Frank das wisse, er sei ja kurz vor der Schussszene aus Nissens Garderobe gekommen. Helder nimmt Frank in die Mangel, warum er ihm das und einige andere Dinge verschwiegen habe, zum Beispiel seinen Streit, den er an diesem Abend mit Rainold gehabt habe. Empört weist der Direktor die Verdächtigungen Helders zurück, er habe Raimund zwar gehasst, ihn aber nicht getötet. Helder will die Loge des Direktors sehen und meint, es wäre ja auch möglich, dass der Schuss gar nicht unmittelbar von der Bühne gekommen sei.
Inzwischen hat man die Tatwaffe aufgefunden, die in einem Korb mit Schreckschusspistolen lag. Die Verantwortung für die Waffen liegt bei Requisiteur Lohrmann, der erneut befragt wird. Er führt aus, dass nach der Schussszene jeder seine Waffe in diesen Korb werfe, um Zeit zu sparen. Er habe zwölf Pistolen für die Boys und eine für Herrn Nissen ausgeteilt. Helder stellt fest, dass sich im Korb vierzehn Waffen befanden. Dr. Helder will mit Carmen Daviot sprechen. Unverblümt meint er, ihre schauspielerische Begabung habe sich auch gerade eben meisterlich gezeigt, als sie geschickt verborgen habe, dass sie die auf dem Tisch liegende Waffe erkannt habe. Daviot widerspricht der Vermutung des Kommissars, dass Nissen Rainold mit der Browning bedroht habe. Carmen gibt zu, dass Nissen und sie sich sehr geliebt hätten, das sei kein Geheimnis. Helder sagt der schönen Frau auf den Kopf zu, dass er wisse, dass sie Nissen für den Täter halte.
Die Spurensicherung hat inzwischen herausgefunden, dass der Täter Linkshänder gewesen sein muss. Helder bittet den Direktor ein Protokoll zu unterschrieben und stellt fest, dass Frank Rechtshänder ist. Ganz bewusst lässt er einfließen, dass der Täter ein Linkshänder gewesen sein muss. Er will, dass Carmen Daviot, die noch im Zimmer ist, dies hört. Den erleichterten Direktor lässt der Kommissar dann wissen, dass er in der großen Pause das Bild noch einmal rekonstruieren möchte, in dem der Schuss gefallen sei. Die Szene wird gestartet. Carmen arrangiert es, dass Nissen die Pistole in die rechte Hand nimmt ganz im Gegensatz zur Originalszene. Als es bemerkt wird, bittet Helder sie und Nissen ins Büro. Nissen bleibt dabei, dass er nichts zu gestehen habe. Es wird festgestellt, dass der Abdruck auf der scharfen Pistole und auf der von Nissen soeben benutzten Schreckschusspistole nicht identisch sind, worauf beide gehen können.
Helder meint zu seinen Beamten, es bliebe nun nichts anderes übrig, als nach der Vorstellung vom gesamten Bühnenpersonal und den Künstlern einen Fingerabdruck zu nehmen. Als Helder sich eine Liste aller Beschäftigten vorlegen lässt, stellt er erstaunt fest, dass Lydia Loo den Namen Lohrmann trägt. Direktor Frank erklärt ihm, dass nur ganz wenige im Theater wüssten, dass Lydia die Schwester des Requisiteurs Lohrmann sei, allerdings wird ihm bedeutet, dass Lohrmann kein Linkshänder sei. Als Helder den an der Bühne stehenden Requisiteur beobachtet und ihn kurz mit einem Spiegel blendet, wird ihm alles klar. Er bittet den Mann, mit ihm zu kommen. Seine Arbeit werde jemand anders übernehmen müssen.
Fred Nissen schließt unterdessen Carmen Daviot in seine Arme und flüstert ihr glücklich etwas ins Ohr, nachdem er meinte, nun wisse er es ganz genau, denn sie habe ihn retten wollen. Kommissar Dr. Helder gibt derweil zu Protokoll: Der Täter hat deshalb mit der linken Hand geschossen, weil er rechts ein künstliches Auge hat, und daher rechts nicht gut zielen konnte. Lohrmann sagt aus, dass es seiner Schwester Lydia in letzter Zeit immer schlechter gegangen sei, sie habe sogar Selbstmordgedanken geäußert und heute habe ihr dieser Schuft dann endgültig den Laufpass gegeben. Er habe versucht mit Rainold zu sprechen, der habe jedoch nur gemeint, was er mit diesem hysterischen Frauenzimmer solle, im Theater werde erst dann Ruhe sein, wenn sowohl er als auch seine Schwester hinausgeschmissen werden würden. Er habe dann die Pistole in Nissens Garderobe gefunden und an sich genommen und während der Schusskanonade den tödlichen Schuss auf Rainold abgegeben. Kurz darauf schließt sich der Premierenvorhang.

## Produktion
Die Dreharbeiten fanden zwischen Ende November 1936 und Mitte Januar 1937 in den Wiener Rosenhügel-Filmstudios statt, die Außenaufnahmen entstanden in Wien und in Polen. Produziert von der Gloria-Film GmbH Wien, wurde Premiere von der Syndikat-Film verliehen, den Weltvertrieb übernahm die Rex-Film GmbH Wien.
Die Uraufführung fand am 5. Februar 1937 im Wiener Buschkino statt.
Die deutsche Erstaufführung des Films war am 25. Februar 1937 im Berliner Premierenkino der UFA, dem Tauentzienpalast, sowie im Alhambra. Der Film wurde mit Jugendverbot belegt (Zensur (DE): 10. Februar 1937, B.44690).
Die Bauten entwarf Emil Hasler, die Kostüme stammen von Alfred Kunz. Für den Ton zeichnete Alfred Norkus verantwortlich.
Am 15. März 2007 gelangte der Film in Deutschland zur Wiederaufführung erneut ins Kino.

## Hintergrund
Einige Kameraeinstellungen sowie die Beleuchtung wirkten für Leander eher unvorteilhaft, obwohl sie mit Franz Planer der beste österreichische Kameramann dieser Zeit fotografierte. Auch die Kostüme, die sie im Film trug, unterstrichen teils, dass sie zur Rundlichkeit neigte. Daran müsste in kommenden Filmen gearbeitet werden. Allerdings war den Verantwortlichen der UFA sofort klar, dass diese Frau Starpotential in sich trug. Zarah Leander wurde nach diesem Film von vielen Filmgesellschaften umworben. Der Wiener Filmgesellschaft gelang es nicht, sie weiter an sich zu binden.
Zarah Leander und Karl Martell waren in insgesamt vier Filmen Partner. 

Der Film entstand unter Mitwirkung der Wiener Polizei.
Die Tanzszenen des Films wurden von Floyd du Pont und seinen (je nach Quellenlage) 348 bis 400 Tänzerinnen und Tänzern dargeboten.
1938 drehte Walter Summers ein britisches Remake dieses Kriminalfilms.
Lieder im Film:
- Ich hab' vielleicht noch nie geliebt – gesungen von Zarah Leander, Text: Hanns Schachner, Musik: Dénes von Buday
- Merci, mon ami, es war wunderschön ...! (Lied und Slowfox) – gesungen von Zarah Leander, Text: Hanns Schachner, Musik: Peter von Fényes
- Das Buch der Liebe – gesungen von Doddy Delissen, Text: Hanns Schachner, Musik: Dénes von Buday
- Eine Braut in Shanghai … – Text: Hanns Schachner, Musik: Peter von Fényes

### DVD
- DVD „Ein Wiedersehen mit Theo Lingen“ mit den Filmen: Premiere und Im Prater blüh'n wieder die Bäume – von Kinowelt Home Entertainment, Zusatzausstattung: 28-seitiges Booklet mit Starinformationen, erschienen am 7. November 2008
- DVD „Zarah Leander – Jubiläumsedition“ mit den Filmen: Ave Maria, Cuba Cabana, Gabriela und Premiere von Arthaus, erschienen am 9. März 2007

## Kritiken
Premiere ist ein überaus großzügig ausgestatteter Revuefilm, der in manchen Einstellungen eine faszinierende Wirkung ausübt, vor allem dann, wenn Zarah – zum ersten Mal – ihre enorme Leinwandpräsenz voll entfaltet. Sie wirkte noch nicht so professionell und perfekt wie in ihren späteren Filmen, doch ihre Anlagen wurden bereits deutlich erkennbar. Premiere lockte die Leute in Scharen ins Kino, sicherlich ein Verdienst Zarahs: «Wenn sie singt, wird es im Kino mucksmäuschenstill. Wenn sie verhört wird, halten die Menschen den Atem an. Sie alle spüren, das ist mehr als eine Schauspielerin, das ist ein ganzer Mensch, das ist eine Frau, die lebt, die atmet, die Gefühle, die Leidenschaft hat ...»

„Zarah Leanders erster deutschsprachiger Film – eine Ausstattungsrevue mit effektvollen Darbietungen und Liedern, durch eine Kriminalstory leidlich spannend zusammengehalten: Bei der Premiere wird ein zwielichtiger Geldgeber in der Loge des Revuetheaters von der Bühne aus erschossen. Trotz falscher Spuren findet der Kriminalkommissar zum Schluß der Vorstellung den Täter. Der geschickt inszenierte Film etablierte die Hauptdarstellerin beim Publikum als Garbo/Dietrich-Ersatz: der Beginn ihrer Erfolgskarriere.“

„Geza von Bolvary präsentierte Zarah Leander in ihrer ersten deutschsprachigen Filmrolle mit zahlreichen Gesangseinlagen und knüpfte damit an ihren enormen Theatererfolg an.“